# Святозеро (озеро, Архангельская область)
Святозеро — пресноводное озеро на территории Кенозерского сельского поселения Плесецкого района Архангельской области.

## Общие сведения
Площадь озера — 1,8 км², площадь водосборного бассейна — 8,67 км². Располагается на высоте 127,3 метров над уровнем моря.
Форма озера лопастная, продолговатая: оно более чем на два с половиной километра вытянуто с северо-запада на юго-восток. Берега изрезанные, каменисто-песчаные, преимущественно возвышенные.
С западной стороны озера вытекает безымянный водоток, впадающий в Кумбасозеро — исток реки Кумбасы, притока реки Водлы, впадающей в Онежское озеро.
В озере расположены два небольших безымянных острова.
Населённые пункты и автодороги вблизи водоёма отсутствуют.
Код объекта в государственном водном реестре — 01040100411102000019373.